# Mișcare (fizică)

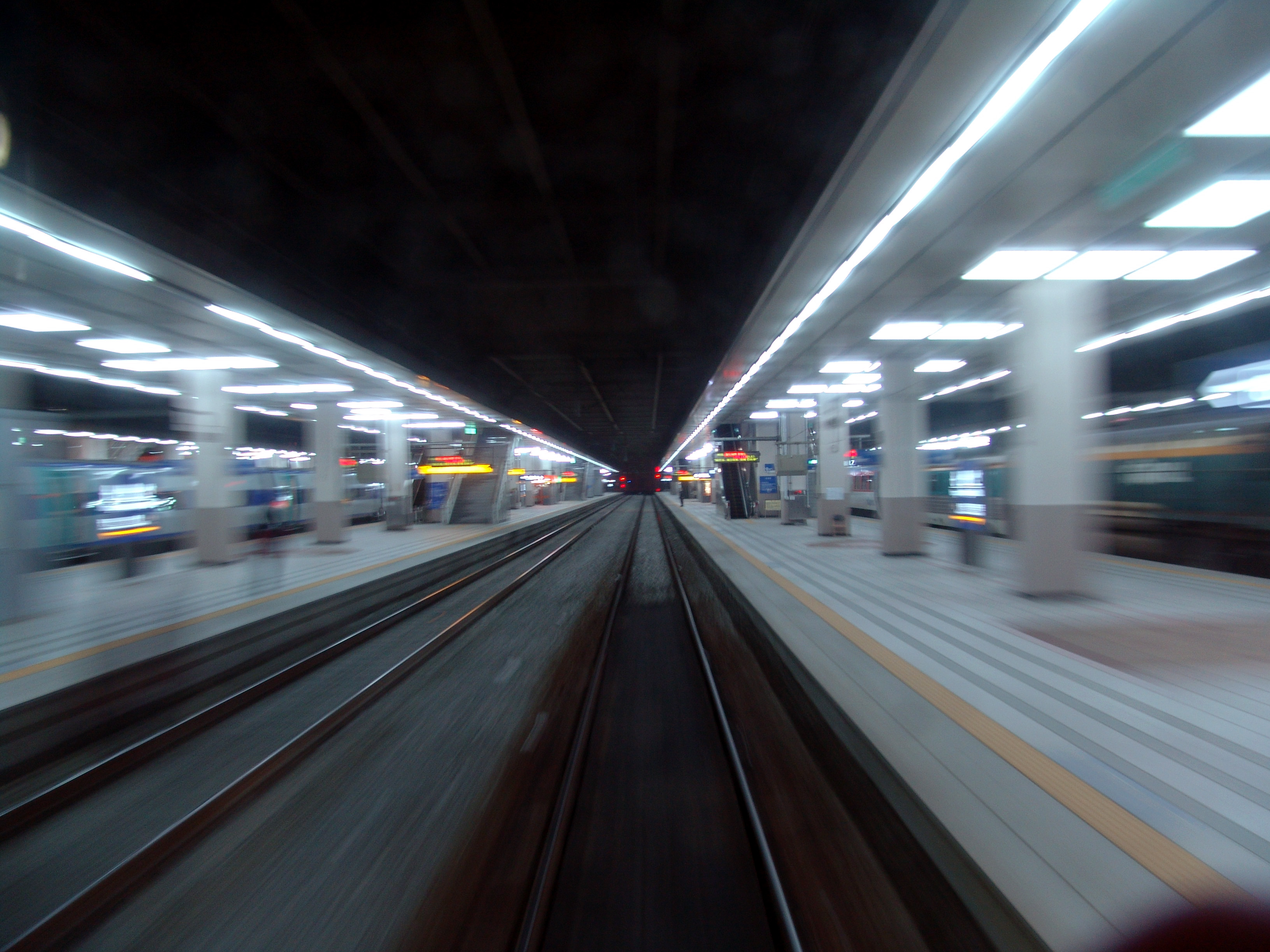
Mișcarea implică o schimbare de poziție. Vedere dintr-un tren care pleacă din gară.

În fizică, mișcarea este schimbarea poziției unui obiect în timp. Mișcarea este descrisă prin distanță, timp, viteză și accelerație. Mișcarea unui corp este studiată prin alegerea unui sistem de referință de către un observator și prin măsurarea schimbării poziției acelui corp față de acel sistem de referință.
Dacă poziția unui corp nu se schimbă în raport cu un anumit sistem de referință, se spune că acesta se află în repaus, este nemișcat, imobil, staționar sau are  o poziție constantă (invariantă). Mișcarea unui obiect nu se poate schimba decât prin acțiunea unei forțe. O mărime importantă pentru descrierea mișcării este impulsul, direct legat de masa și viteza obiectului; impulsul total al obiectelor dintr-un sistem izolat, adică neafectat de forțe externe, nu se schimbă odată cu timpul (legea conservării impulsului).
Deoarece nu există un sistem de referință absolut, mișcarea absolută nu poate fi determinată.  Astfel, în Univers totul poate fi considerat a fi în mișcare. 
Această descriere generală a mișcării se aplică obiectelor, corpurilor și particulelor de materie, radiației, câmpurilor, spațiului și spațiului-timp. Termenul de mișcare, în general, semnifică o schimbare în timp a configurației unui sistem fizic: se poate vorbi despre mișcarea unui val sau despre mișcarea unei particule cuantice, unde configurația constă în probabilitatea de ocupare a unor anumite poziții. Ramurile fizicii care se ocupă de aspectele fundamentale ale mișcării sunt grupate sub numele de mecanică. Mișcarea la scară macroscopică este descrisă de mecanica clasică; mișcarea la scară microscopică este descrisă de mecanica cuantică.

## Mecanica clasică

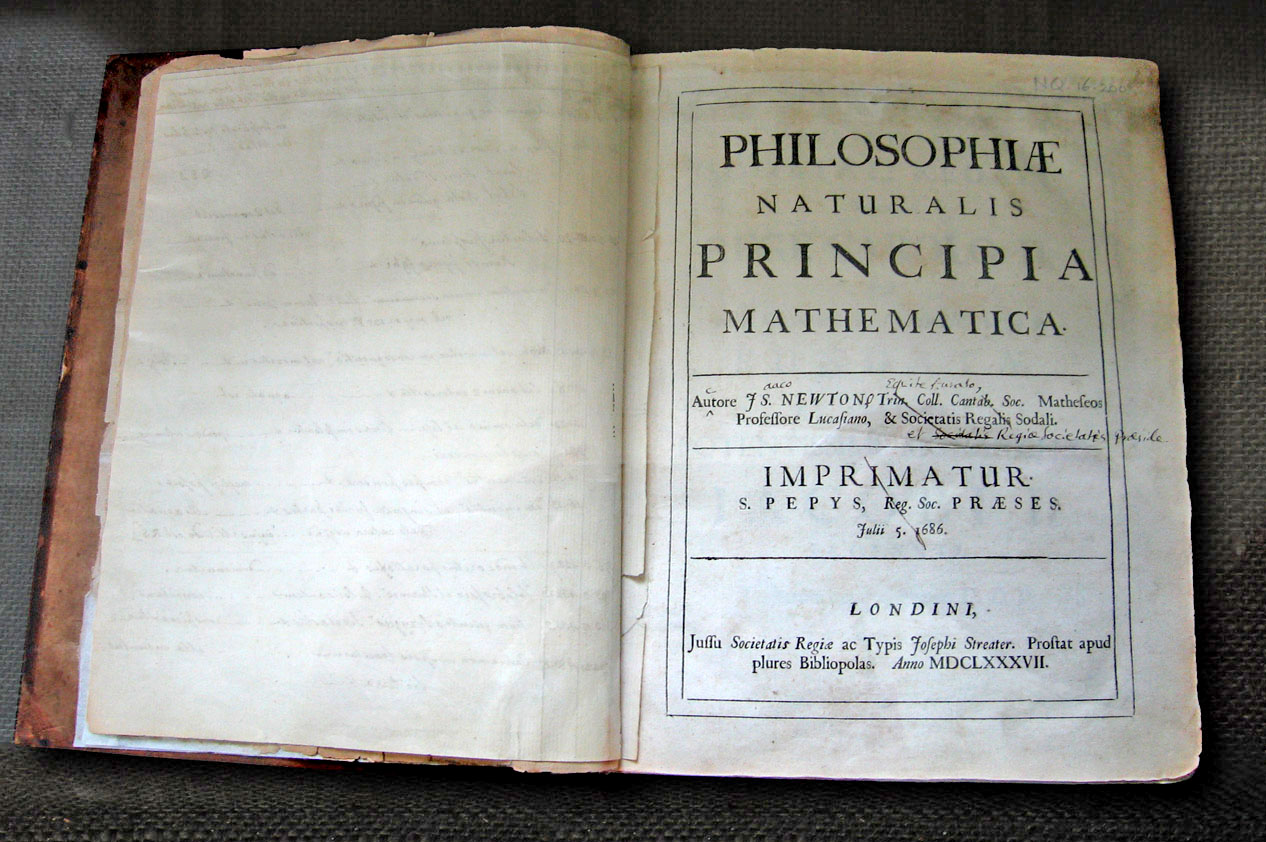
Exemplar al primei ediții din Principia, cu corecturile făcute de Newton însuși pentru ediția a doua.

Mecanica clasică descrie mișcarea obiectelor macroscopice, de la proiectile la componente ale mașinilor, și a obiectelor astronomice cum ar fi planetele, stelele și galaxiile. Produce rezultate foarte precise și este unul dintre cele mai vechi domenii ale științei, ingineriei și tehnologiei. Fundamentul mecanicii clasice îl reprezintă legile lui Newton, care descriu relația dintre forțele care acționează asupra unui corp și mișcarea acelui corp. Acestea au fost compilate prima dată de Sir Isaac Newton în lucrarea sa Philosophiae Naturalis Principia Mathematica, publicată pentru prima oară pe 5 iulie 1687. În formularea inițială a lui Newton, cele trei legi sunt:
Legea I. Fiecare corp perseverează în starea sa de repaus, sau de mișcare uniformă în linie dreaptă, cu excepția cazului în care este obligat să schimbe acea stare de forțele imprimate pe el.
Legea II. Alterarea mișcării este întotdeauna proporțională cu forța motrice imprimată; și se face în direcția liniei drepte în care acea forță este imprimată.
Legea III. Fiecărei Acțiuni i se opune întotdeauna o Reacție egală: sau acțiunile reciproce a două corpuri unul asupra celuilalt sunt întotdeauna egale și îndreptate către părți contrare.
Mecanică clasică a fost dezvoltată ulterior de Albert Einstein, prin teoria relativității restrânse și teoria relativității generale. Relativitatea restrânsă (sau specială) se referă la mișcarea obiectelor cu viteză ridicată, apropiată de viteza luminii. Relativitatea generală descrie mișcarea maselor mari (astronomice) sub acțiunea forței gravitației.

## Mecanica cuantică
Mecanica cuantică este un ansamblu de principii care descriu realitatea fizică la nivel atomic (molecule și atomi) și subatomic (electroni, protoni, neutroni și particule elementare). Această descriere include descrierea dualității undă-particulă și principiul incertitudinii. Mecanica cuantică constituie baza pentru înțelegerea unor fenomene cum ar fi suprafluiditatea, supraconductibilitatea și sistemele biologice.

## Forme de mișcare „imperceptibile”
Unele forme de mișcare apar simțurilor umane ca „imperceptibile”, fie din cauză că lipsește un sistem de referință la scara respectivă, fie fiindcă ele sunt prea lente.
- Expansiunea Universului (legea lui Hubble).[5]

- Calea Lactee. Datele astronomice sugerează că galaxia noastră se deplasează cu o viteză de ordinul 600 km/s față de poziția observată a altor galaxii din apropiere și față de fondul cosmic de microunde.[6]

- Soarele și sistemul solar. Soarele se mișcă pe o orbită circulară în interiorul Căii Lactee, iar planetele și sateliții lor se mișcă odată cu Soarele.[7]

- Pământul orbitează în jurul Soarelui cu perioada de un an, fenomenul fiind evidențiat de succesiunea anotimpurilor. Simultan, Pământul se rotește în jurul axei proprii, fenomenul fiind evidențiat de succesiunea zilelor și nopților.[8]

- Dinamica scoarței terestre. Conform teoriei tectonicii plăcilor, continentele se deplasează prin curenții de convecție din interiorul mantalei, ceea ce explică formarea și deriva continentelor și formarea bazinelor oceanice.[9][10][11]

- Organismul uman. Inima umană se contractă în mod constant pentru a pompa sânge în tot corpul. Există variații considerabile în vitezele de curgere a sângelui prin vene și artere; ele se situează între 0,1 m/s și 0,45 m/s fluxurile de vârf ale venelor cave au fost găsite între 0,1&mbsp;m/s și 0,45&mbsp;m/s. Alimentele digerate se deplasează prin intestinul subțire cu o viteză medie de 0,036 m/s. Fluidul limfatic se deplasează printr-un capilar limfatic al pielii cu aproximativ 0,0000097 m/s.[12]

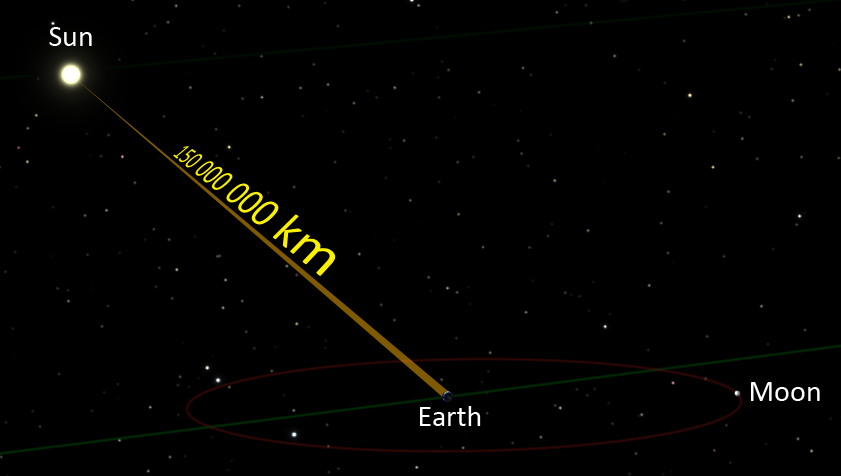
Lumina solară are nevoie de aproximativ 8 minute și 17 secunde pentru a parcurge distanța medie între Soare și Pământ.

- Celulele. Trasarea citoplasmatică este mecanismul prin care celulele deplasează molecule în întreaga citoplasmă. Diferite proteine funcționează ca motoare moleculare în celule. S-a descoperit că veziculele propulsate de proteinele motorii au o viteză de aproximativ 0,00000152 m/s.[13]

- Particule. Toate particulele de materie sunt în mișcare constantă: ele se deplasează și se ciocnesc, se rotesc și vibrează. Această mișcare este detectată de nervii umani ca temperatură, provocând senzațiile de căldură și frig.[14]

- Particule subatomice. În jurul nucleului atomic se mișcă un număr de electroni, care formează așa-numitul nor electronic. În interiorul nucleului protonii și neutronii se mișcă sub acțiunea forței nucleare tari și a interacțiunii electromagnetice.[15]

- Lumina. Lumina se propagă cu viteza c = 299 792 458 m/s, care este o constantă universală și limita superioară a vitezelor posibile în Univers.

## Forme particulare de mișcare
- Vibrație
- Oscilație armonică (de exemplu oscilația unui pendul cu amplitudine mică)
- Rotație
- Agitație termică